# Escape from Monkey Island
Escape from Monkey Island (с англ. — «Побег с острова Обезьян») — приключенческая компьютерная игра от компании LucasArts, выпущенная в 2000 году. Игра является четвёртой в серии Monkey Island. Разработкой руководили Шон Кларк и Майкл Стеммль, которые ранее работали над Sam & Max Hit the Road.
Escape from Monkey Island является последним квестом, созданным LucasArts (не считая ремейков The Secret of Monkey Island и Monkey Island 2: LeChuck's Revenge). Как и Grim Fandango, игра использует движок GrimE, хоть и несколько улучшенную версию.

## Сюжет
Гайбраш Трипвуд возвращается со своей женой Элейн Марли домой на остров Мêлéй (Mêlée Island) из медового месяца, в который они отправились в конце The Curse of Monkey Island. Там они узнают, что Элейн была объявлена мёртвой, а городской совет принял решение избрать нового губернатора и снести её усадьбу. Внезапно появляется некий Чарльз Л. Чарльз и баллотируется на пост губернатора. Элейн посылает Гайбраша на остров Прибыли, чтобы попросить адвокатов семьи Марли наложить запрет на снос усадьбы. Гайбраш узнаёт, что за время его отсутствия многое на острове, да и во всей Вест-Индии изменилось. Многие пиратские заведения закрылись и были проданы австралийскому бизнесмену по имени Оззи Мандрил. Причём он их не просто покупал, а выигрывал в оскорбительных играх. Среди оставшихся открытыми заведений считаются дом Вуду Леди, бар «Scumm» и дом/галерея Митхука. Всё остальное Мандрил превращает в развлечения для туристов. Чтобы отплыть к острову Прибыли, Гайбрашу, как и прежде, нужен корабль и экипаж. Корабль под названием «Изящная дама» (корабль розовый и разукрашенный) он реквизирует у местной управляющей бухтой (используя авторитет губернатора). На пост навигатора он нанимает Игнатия Чиза, владельца бара «Scumm», победив его в игре по Оскорбительному Армспорту. А двум другим членам экипажа, Карле и Отису (они были членами экипажа Гайбраша в первой части), Гайбраш предложил в награду высокооплачиваемые посты в администрации Элейн.
Прибыв (с горем пополам) на остров Прибыли, Гайбраш объясняет ситуацию адвокатам, которые просят его забрать из депозитарной ячейки местного банка завещание дедушки Марли. К сожалению, во время пребывания Гайбраша в банке, некто в маске Гайбраша грабит банк. Городовой арестует Гайбраша, но даёт ему шанс оправдать себя. Гайбраш узнаёт, что грабителем является местный вор по имени Пит Деревянный Нос (его настоящий нос откусил гусь), а также что его нанял ограбить Гайбраша Оззи Мандрил, желающий заполучить компоненты могущественного артефакта под названием Предельное Оскорбление. Этот артефакт способен уничтожить дух любого пирата, превратив его в труса. Таким образом Мандрил намеревается избавить Вест-Индию от пиратов. Гайбрашу удаётся схватить Пита и доказать свою невиновность.
Вернувшись на остров Схватки, Гайбраш узнаёт, что под красноречивой личиной Чарльза Л. Чарльза скрывается не кто иной, как его злейший враг ЛеЧак, который оказывается состоит в союзе с Мандрилом. Также, за время отсутствия Чиза, Мандрилу удалось забрать у него бар и переделать его в безалкогольный бар «Lua» — забавную смесь японской кухни и тропической обстановки. С помощью Вуду Леди Гайбраш пытается найти Предельное Оскорбление, чтобы оно не досталось злодеям. Он собирает пять предметов, которые должны указать местонахождение Оскорбления. Этим местом оказывается остров Джамбалайя.
Прибыв на остров, Гайбраш узнаёт, что Мандрил полностью захватил его и превратил его в огромный курорт для туристов. Всех пиратов сослали на близлежащий атолл Наттин (игра слов: «Knuttin Atoll» читается как «nothing at all» — «совершенно ничего»), где их охраняет сумасшедший адмирал Касаба и заставляют проходить программу по переобучению пиратов. По изображению Оскорбления Гайбраш понимает, что оно было разделено на три части. Обнаружив их на острове и атолле, Гайбраш возвращается на остров Схватки. За время его отсутствия ЛеЧак победил на выборах. Он и Мандрил хватают Гайбраша и отбирают компоненты Оскорбления, а самого его отвозят на остров Обезьян, считая, что ему оттуда никак не сбежать (несмотря на то, что он это уже неоднократно делал).
Очнувшись на острове Обезьян, Гайбраш обнаруживает на острове огромное количество этих животных. В конце концов, он встречается с говорящей обезьяной по имени Джоджо-младший (сын обезьяны из первой части). Он объясняет, что обезьяны «слетелись» по первобытному зову. У обезьян он обучается древнейшему боевому искусству под названием Обезьяний поединок («Monkey Kombat» — пародия на Mortal Kombat). После нескольких поединков с обезьянами Гайбраш побеждает в бою Джоджо-младшего. Ему также удаётся собрать самодельное Предельное Оскорбление, но оно не работает. На острове всё ещё обитает отшельник Герман Гнилозуб, без ума и без штанов. Благодаря продвинутым методам лечения амнезии (то есть ударами по голове), Гайбрашу удаётся разблокировать память Германа, который раскрывает, что на самом деле является Горацио Торквемадой Марли, пропавшим дедом Элейн. За двадцать лет до этого он повстречался с Оззи Мандрилом и рассказал ему о чудесах Вест-Индии и обо всех её тайнах, включая Предельное Оскорбление. На следующий день оба участвовали в регате вдоль побережья Австралии, и Оззи толкнул корабль Горацио в магический водоворот, который забросил его на остров Обезьян. Марли потерял память в результате кораблекрушения.
Гайбраш рассказывает старику о событиях на острове Схватки, на что тот отвечает, что главным компонентом Оскорбления является губернаторский символ острова Схватки. Один имеется у Элейн, а второй — у Горацио. Тем временем, на острове Схватки, Элейн попадает в плен к Питу Деревянному Носу. Гайбраш и Горацио пробираются внутрь гигантской обезьяньей головы на острове. Оказывается, внутри головы находится рубка управления, специально предназначенная для обезьян. Гайбраш активизирует главный пульт управления с помощью губернаторского символа, и голова призывает всех обезьян на острове. Под управлением Гайбраша, Горацио и обезьян, голова поднимается с земли и оказывается лишь верхушкой пятнадцатиметрового обезьяньего робота. Робот направляется к острову Схватки.
По пути домой, они обнаруживают небольшой остров, на котором Мандрил построил усилитель для распространения сигнала Оскорбления по всей Вест-Индии. Они уничтожают усилитель и продолжают путь. На острове Схватки ЛеЧак наконец догадывается, что для работы Оскорбления необходим губернаторский символ. Мандрил тестирует артефакт на Пите, и тот теряет всю силу воли. Оззи посылает сигнал активации усилителя, но ничего не происходит. В ярости ЛеЧак покидает усадьбу, а Элейн прыгает на Мандрила. ЛеЧак вселяется в гигантскую каменную статую, которую пираты построили в его честь, а Мандрил использует Оскорбление, чтобы управлять им. Начинается великая Обезьянья схватка между великанами. С помощью хитрости Гайбрашу удаётся вывести ЛеЧака из себя, после чего тот хлопает себя по лбу, убивая Мандрила и уничтожая Оскорбление. Происходит огромный взрыв, и на месте ЛеЧака остаётся кратер. Элейн просит деда вновь стать губернатором, и супружеская чета отправляется искать приключений. Джоджо-младший и остальные обезьяны уходят на роботе в неизвестном направлении.

## Геймплей
В отличие от предыдущих игр серии, вследствие перехода с системы SCUMM на GrimE, в Escape from Monkey Island не используется манипулятор мышь — управление осуществляется с помощью клавиатуры либо джойстиком.
Игрок напрямую управляет Гайбрашем, а не указывает направление или действие. Когда Гайбраш приближается к персонажу либо предмету, с которым можно что-либо сделать, он поворачивает в его сторону голову, а игроку предоставляется выбор действий. Выбор осуществляется с помощью клавиш Page Up, Page Down и Enter.

## Критика
| Сводный рейтинг | Сводный рейтинг | Сводный рейтинг |
| Издание         | Оценка          | Оценка          |
| Издание         | PC              | PS2             |
| --------------- | --------------- | --------------- |
| GameRankings    | 83,78 %         | 83,29 %         |

Игра в основном получила положительные отзывы. Журнал PC Zone оценил игру на 82 %, назвав её «приятной, профессионально сделанной и по-доброму смешной». Сайт Adventure Gamers дал игре 4 звезды и, несмотря на все недостатки игры, назвал её качественной приключенческой игрой, отметив в особенности концовку.
Наибольшей критике подверглась система управления в игре и Обезьяний поединок (англ. Monkey Kombat), в котором многие обозреватели увидели главную проблему четвёртой игры в серии Monkey Island.